# 草酸氢钠
草酸氢钠是一种盐，化学式为NaHC
2O
4，由钠离子Na+
和草酸氢根离子HC
2O−
4组成。该阴离子可以视为去掉一个氢离子H+
的草酸H
2C
2O
4，或是增加一个氢离子的草酸根离子C
2O2−
4。

## 性质

### 水合物
该化合物通常以无水物或一水合物NaHC
2O
4·H
2O的形式出现。两者在环境温度下均为无色结晶固体。
一水合物可以通过在室温下蒸发该化合物的溶液制得。

### 反应
草酸氢钠受热转化为草酸和草酸钠，而草酸钠会分解成碳酸钠和一氧化碳。
2NaHC
2O
4 → Na
2C
2O
4 + H
2C
2O
4
Na
2C
2O
4 → Na
2CO
3 + CO

## 毒性
草酸氢钠对健康造成的危害，主要来自它的酸性，以及草酸和其他草酸盐或草酸氢盐的毒性作用，它们可能会在摄入或通过皮肤吸收后发生。毒性作用包括因钙离子的螯合而导致的组织坏死，以及在肾脏中形成的可以阻塞肾小管的难溶草酸钙结石。